# Petrus Verhoeven
Petrus Verhoeven (Uden, 1729 - aldaar, 1816) was een houtsnijder.
Hij was de zoon van een boer en grootgrondbezitter, en we weten niet veel van zijn jeugd en opleiding. Mogelijk heeft hij de Latijnse school bezocht en een opleiding in Antwerpen genoten. Hij is in ieder geval sterk beïnvloed door de Vlaamse barok.
Verhoeven maakte veel werk voor de schuurkerken in de omgeving. In zijn woonplaats Uden, behorend tot het Land van Ravenstein, bestond godsdienstvrijheid. Hij vervaardigde niet alleen beelden, maar ook altaren en zelfs een houten monstrans uit 1782, gemodelleerd naar een voorbeeld van een gelijksoortig zilveren voorwerp dat zich in de kerk van Uden bevond. In Holthees bevindt zich een altaar van zijn hand voor de Mariakapel.
Petrus Verhoeven werkte vooral voor katholieke kerken, maar hij heeft ook het interieur van de Hervormde kerk in Waspik vormgegeven. Hiertoe bediende hij zich van de rococostijl. Tot zijn weinige niet-religieuze werken behoort een houten barometer.